# 1970年美國
|        | 美國歷史 \| 美國歷史年表                                                                                                   |
| 世紀： | 19世紀美國 \| 20世紀美國 \| 21世紀美國                                                                                     |
| 年代： | 1940年代美國 \| 1950年代美國 \| 1960年代美國 \| 1970年代美國 \| 1980年代美國 \| 1990年代美國 \| 2000年代美國               |
| 年份： | 1966年美國 \| 1967年美國 \| 1968年美國 \| 1969年美國 \| 1970年美國 \| 1971年美國 \| 1972年美國 \| 1973年美國 \| 1974年美國 |
| 紀年： | 美国独立194周年 |

以下事件說明1970年的美國。

## 聯邦政府

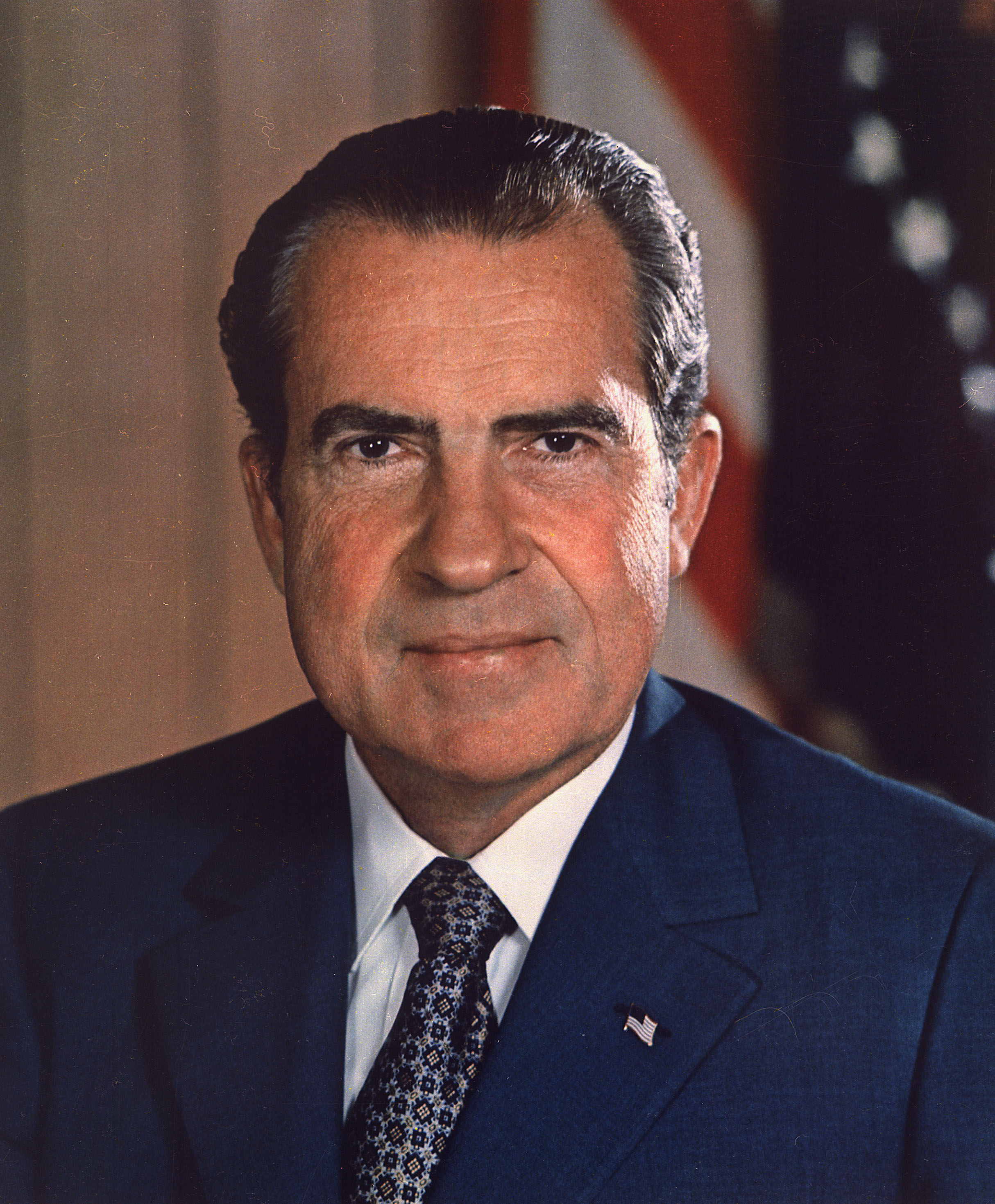
總統：理查德·尼克松
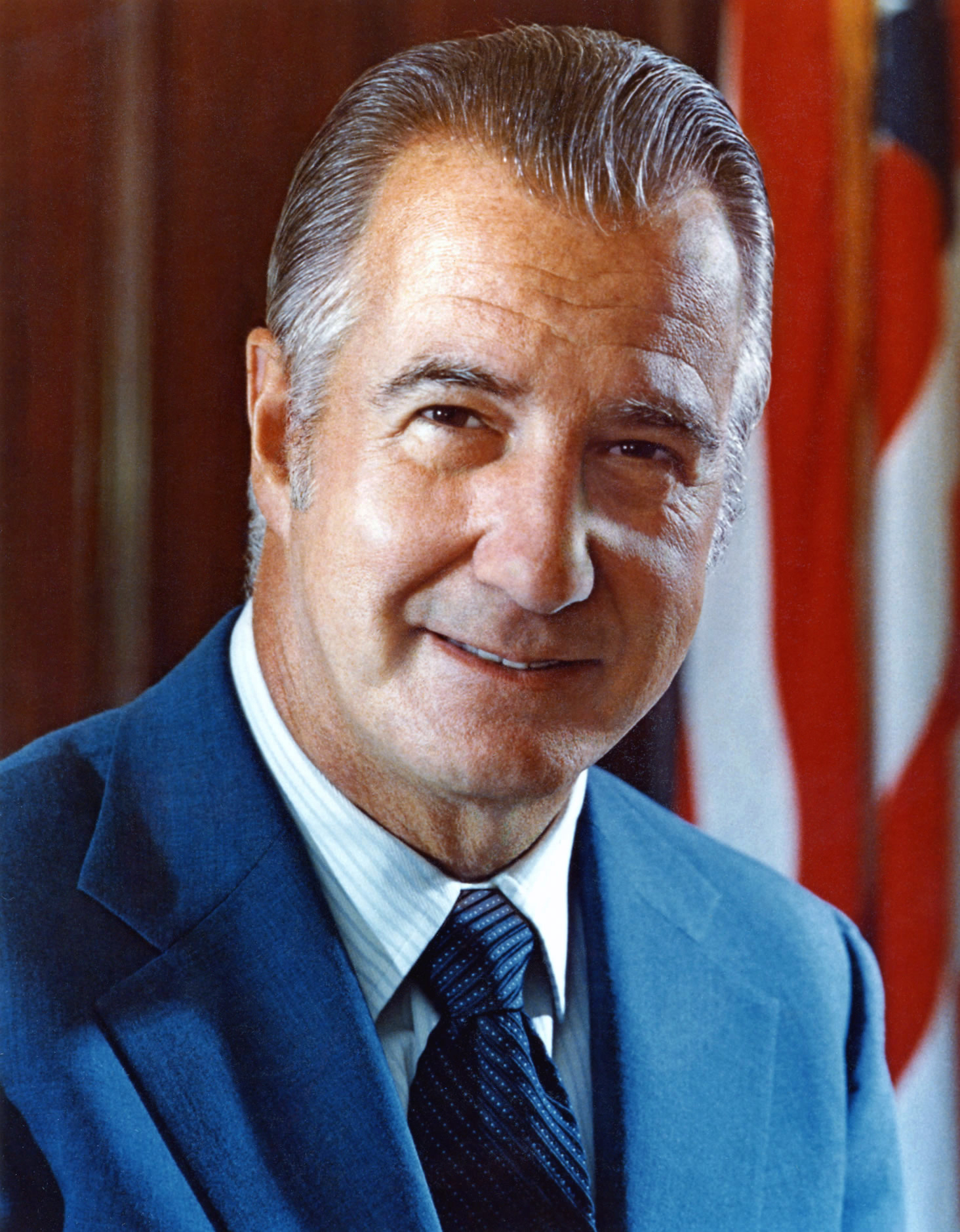
副總統：斯皮罗·阿格纽
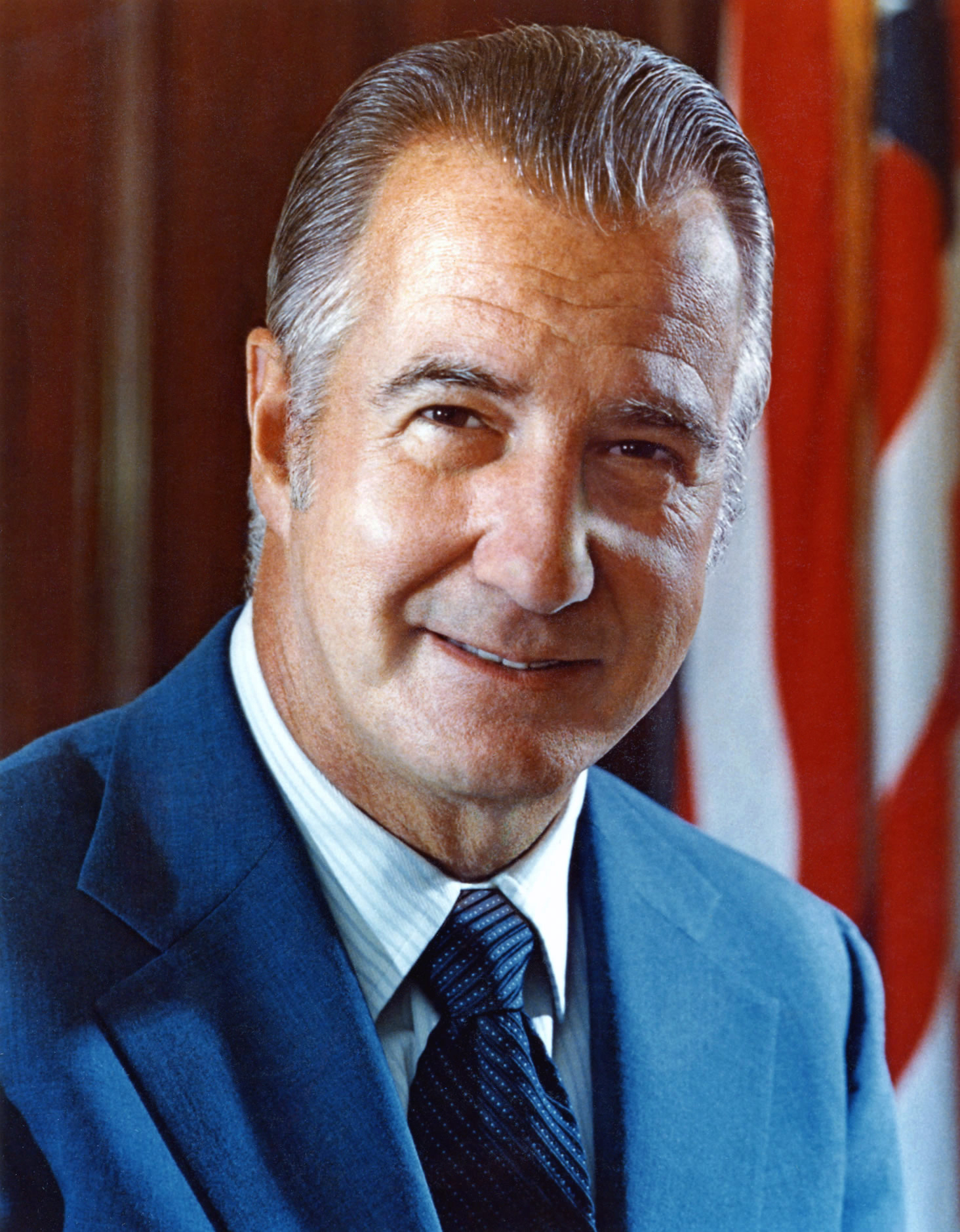
參議院議長：斯皮羅·阿格紐（副總統兼任）
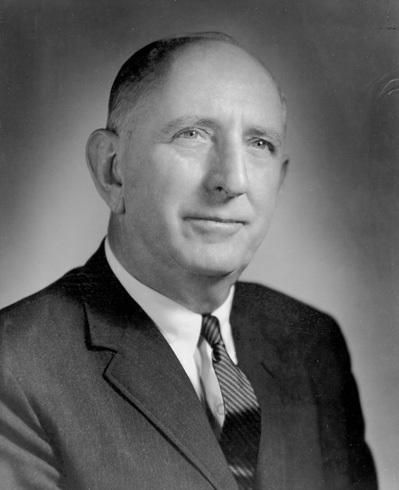
參議院臨時議長：小理查德·罗素
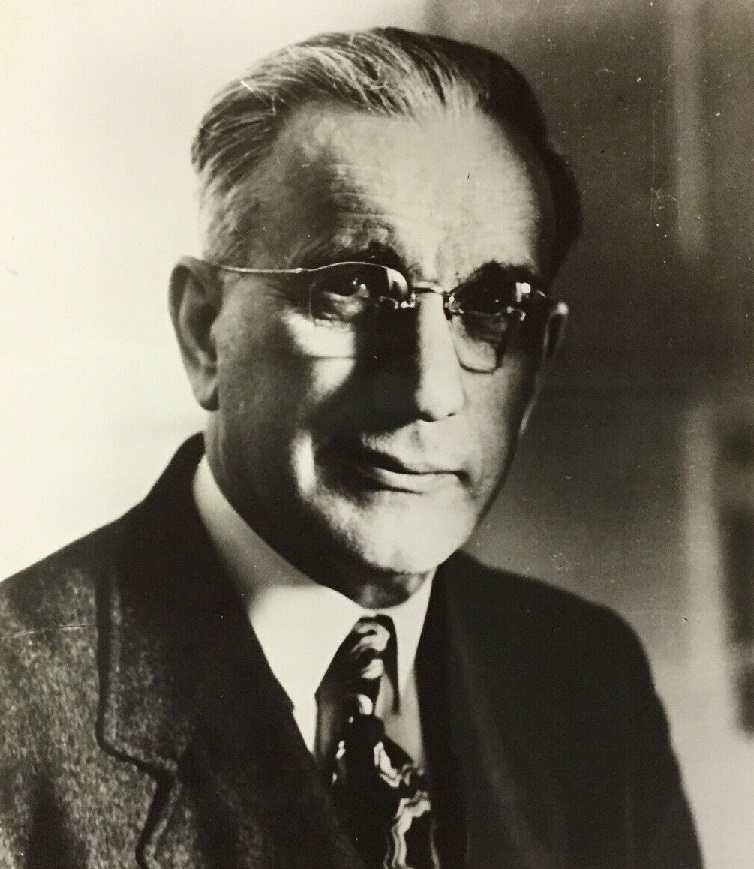
眾議院議長：約翰·威廉·麥科馬克
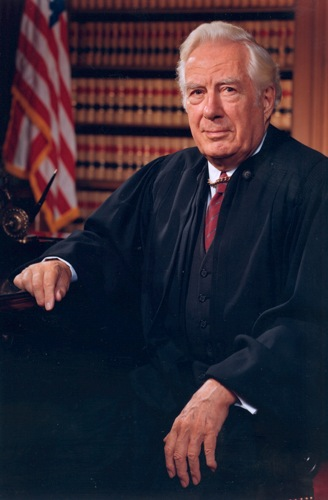
首席大法官：沃伦·厄尔·伯格

## 大事记
- 1月5日——ABC電視網路播放All My Children第一集。
- 1月21日——波音747客機首次商業飛行，由泛美航空搭載362名旅客從美國紐約飛往英國倫敦。
- 4月22日——美國舉行第一屆Θ地球日活動是世界上最早的大規模群眾性環境保護運動，這次運動催化了人類現代環境保護運動的發展。
- 6月28日——美國自柬埔寨撤走地面部隊。
- 8月26日——美國有一些女性在紐約市的第五大道進行罷工，要求兩性平等。
- 10月3日——美国国家海洋和大气管理局成立。
- 12月20日——美國統治下的琉球（沖繩）發生了5千人示威的大規模暴騷亂事件，是為「胡差暴動」。
- 12月23日——位於美國紐約曼哈頓的世貿雙子星北樓落成，高1,368 feet (417公尺)，當時是世界上最高的建築。

## 出生
- 4月29日——阿加斯，美國網球運動員
- 8月20日——約翰·卡馬克，美国程序员。
- 9月8日——拉特里尔·斯普雷维尔，美国著名篮球运动员。
- 10月8日一一麥特·戴蒙，美國藝員。
- 11月7日——摩根·史柏路克，美國獨立製片導演和電影腳本作家。
- 10月4日——吉姆·傑克遜，美國籃球運動員。

## 逝世
- 3月29日——安娜·路易斯·斯特朗，美国作家和记者。因心动脉硬化症，在北京逝世。

## 诺贝尔奖
- 物理：阿爾文，路易·奈爾耳
- 化学：路易斯·費德里克·勒羅亞爾
- 生理和医学：伯納德·卡茨，烏爾夫·馮·奧伊勒，朱利葉斯·阿克塞爾羅德
- 文学：亞歷山大·索忍尼辛
- 和平：諾曼·布勞格
- 经济：保羅·薩繆爾森（Paul Samuelson）

## 奥斯卡金像奖
（第43届，1971年颁发）
- 奥斯卡最佳影片奖——《巴顿将军》（Patton）
- 奥斯卡最佳导演奖——弗兰克林·夏夫纳（Franklin J. Schaffner）《巴顿将军》
- 奥斯卡最佳男主角奖——乔治·C·斯科特（George C. Scott）《巴顿将军》
- 奥斯卡最佳女主角奖——格伦达·杰克逊（Glenda Jackson）《恋爱中的女人》
- 奥斯卡最佳男配角奖——约翰·米尔丝（John Mills）《雷恩的女儿》
- 奥斯卡最佳女配角奖——海伦·海丝（Helen Hayes）《国际机场》

（其他奖项参见奥斯卡金像奖获奖名单）